# دلمن منگا
دلمن منگا (اسپانیایی: Dolmen de Menga) یک خرسنگ مگالیتیک به نام گورپشته، به شکل گورپشته کشیده است که به حدود ۳۷۵۰–۳۶۵۰ سال پیش از میلاد بازمی‌گردد. این دلمن نزدیک به اتوکرا، مالاگا، اسپانیا قرار دارد.